# 如月 (睦月型駆逐艦)
如月（きさらぎ）は日本海軍の駆逐艦。睦月型駆逐艦の2番艦である。艦名は旧暦2月のこと。本艦は初代神風型駆逐艦の「如月」に続いて2代目。太平洋戦争緒戦のウェーク島攻略戦で撃沈され、睦月型最初の沈没艦となった。

## 艦歴
1923年（大正12年）度計画艦。同年7月19日、舞鶴工作部で建造予定の駆逐艦に「第二十一駆逐艦」の艦名が与えられる。一等駆逐艦に類別。
1924年（大正13年）4月24日、艦名を「第二十一号駆逐艦」に改正。
1925年（大正14年）6月5日に進水。12月21日に竣工、佐世保鎮守府に所属した。「第二十一号駆逐艦」は1928年（昭和3年）8月1日附で「如月」と改名された。

### 中国方面での行動
1932年（昭和7年）1月、第一次上海事変が勃発。日本海軍は野村吉三郎中将を司令長官とする第三艦隊（旗艦「出雲」）を編制する。第一艦隊所属だった第一水雷戦隊（旗艦「夕張」、第22駆逐隊《皐月、水無月、文月、長月》、第23駆逐隊《菊月、三日月、望月、夕月》、第30駆逐隊《睦月、如月、弥生、卯月》）は第三艦隊に臨時編入され、第一航空戦隊（空母加賀、鳳翔、第2駆逐隊《峯風、澤風、矢風、沖風》）、第三戦隊（那珂、阿武隈、由良）等と共に上海市で集結、同方面で作戦行動に従事した。
1936年（昭和11年）12月の配置替えにより、第30駆逐隊（睦月、如月、弥生、卯月）は第一航空戦隊（司令官高須四郎少将：空母龍驤、鳳翔）に編入された。1937年（昭和12年）8月上旬の第二次上海事変により、第一航空戦隊と第二航空戦隊（加賀、第22駆逐隊《皐月、水無月、文月、長月》）は第三艦隊の指揮下に入ると（一航戦は8月6日、二航戦は8月10日編入）、東シナ海へ進出した。8月16日以降、第30駆逐隊は空母「龍驤、鳳翔」を護衛して作戦に従事した。同年12月1日の戦時編制変更により、第一航空戦隊は空母「加賀」及び第19駆逐隊（磯波、敷波、浦波、綾波）となり、空母「龍驤」と駆逐艦「如月、弥生」が第二航空戦隊となる。同航空戦隊は翌年1月の青島上陸作戦に従事、以後も南シナ海で行動した。
その後、第30駆逐隊は予備隊をへて第四艦隊に編入。さらに「卯月」は第23駆逐隊に転出、代艦として「望月」が30駆に編入された。太平洋戦争までの第30駆逐隊（睦月、如月、弥生、望月）は主に南洋諸島で行動した。10月1日、第30駆逐隊司令駆逐艦は「如月」から「睦月」に変更された。

### 太平洋戦争
第30駆逐隊は南洋部隊指揮官井上成美第四艦隊司令長官（旗艦「鹿島」）の麾下で、太平洋戦争開戦初頭のウェーク島攻略戦に参加した。
1941年（昭和16年）12月11日、「如月」はウェーク島近海で上陸作戦を実行中、ウェーク島から発進したF4Fグラマン・ワイルドキャット戦闘機の機銃掃射および爆撃により沈没した。「如月」のほかに駆逐艦「疾風」も撃沈され、第一次ウェーク島攻略作戦は海岸砲台が上陸侵攻部隊を撃退した第二次世界大戦中唯一の事例となった。経過は以下の通り。
真珠湾攻撃と共にウェーク島の米軍基地はマーシャル諸島から発進した日本海軍の九六式陸上攻撃機（第24航空戦隊）の空襲により、損害を受けた。しかし完全に戦力を喪失したわけではく、特にF4Fワイルドキャットは12機のうち4機が残存していた。これに対し、日本軍はウェーク島の攻略は容易であると見ており、残戦闘機は1-2機、ピーコック岬砲台（A砲台）とウィルクス島砲台（L砲台）は壊滅したと判断している。第一次攻略部隊のおもな戦力は、攻略部隊司令官梶岡定道第六水雷戦隊司令官、攻略部隊本隊/第六水雷戦隊（旗艦：軽巡洋艦「夕張」、第29駆逐隊第1小隊《追風、疾風》、第30駆逐隊《睦月、如月、弥生、望月》）、第十八戦隊（司令官丸茂邦則少将：天龍、龍田）、輸送船2隻（金剛丸、金龍丸）等である。
12月11日午前3時、ウェーク島守備隊は南の水平線上に船影を発見、指揮官ウィンフィールド・カニンガム中佐、ジェームズ・デベル海兵隊少佐は船影を日本艦隊と判断する。巡洋艦にアウトレンジ砲撃されることをおそれた2人は、日本艦隊が十分接近するまで砲撃を控えるよう命令した。攻略部隊は自分達が待ち伏せされている事に全く気付いていなかった。
12月10日夜半にウェーク島へ到着した攻略部隊は上陸舟艇をおろそうとしたものの、外洋の強風と波浪により失敗した。梶尾攻略部隊指揮官は各艦に対地砲撃と揚陸準備を指示、「疾風、如月」はウェーク島南部の砲撃を命じられる。
12月11日、戦闘は軽巡3隻（夕張、天龍、龍田）の艦砲射撃ではじまった。約1時間の砲撃ののち、日本軍輸送船団は上陸部隊の展開をはじめる。現地時間午前6時15分（日本時間と約2時間違う）、ウェーク島南東ピーコック岬のA砲台は距離5100mで「夕張」に発砲。同艦は4時12分に煙幕を展開して退避、同時に退却命令を出す。ビール島のB砲台は「睦月、弥生」と交戦し、2隻を撃退した。ウェーク島西側のウィルクス島に秘匿されていたL砲台は「天龍、龍田」の砲撃に耐え、距離6300で単縦陣の駆逐艦3隻に発砲する。直撃を受けた「疾風」は轟沈、さらにF4F戦闘機が空襲を開始した。
米軍の予期せぬ反撃と「疾風」の轟沈により、攻略部隊の駆逐隊は大混乱に陥った。
日本艦隊はクェゼリンへの退却を開始したが、100ポンド（約45kg）爆弾2発を搭載したF4Fワイルドキャット戦闘機4機（第211海兵戦闘飛行隊　ポール・A・パットナム少佐）の追撃と反復攻撃を受ける。パットナム少佐は日本軍機がいないことを確認すると、部下機に「降りていって、パーティの仲間入りをしようじゃないか」と呼びかけた。
米軍機は魚雷や爆雷の誘爆を狙っていたとみられ、燃料弾薬補給をくりかえして合計9回の出撃をおこなった。まず比較的大型の軽巡3隻（夕張、天龍、龍田）が爆撃と機銃掃射を受ける。4時43分、F4Fは「夕張」に爆撃を行ったが失敗した。18戦隊（天龍、龍田）は5時10分〜5時30分の間に数回の空襲を受け、至近弾と機銃掃射で死傷者数名を出した。
5時37分、「如月」はウェーク島ピーコック岬の南でF4Fワイルドキャットの機銃掃射（AN/M2 12.7mm機銃）を受け、投下された100ポンド爆弾1発が命中。魚雷（資料によっては爆雷）が誘爆、艦橋と二番煙突の半分とマストを吹き飛ばし、しばらくすると艦は二つ折れになって、5時42分に爆沈した。「天龍」主計長によれば、艦橋が吹き飛んだ「如月」はしばらく異様な姿で航行したあと、姿が見えなくなったという。同様の光景は「追風」（如月より左舷前方約2000m）からも目撃された。
同時刻には「弥生、睦月」も爆撃され、ほかに「追風、金剛丸、哨戒艇33号」も機銃掃射や命中弾で損傷を受けた。
米軍の戦死者1名、負傷者4名、被弾したF4Fワイルドキャット1機が不時着修理不能（搭乗員無事）。巡洋艦1隻・駆逐艦1隻を撃沈と認識。これに対し、日本軍は「如月」「疾風」とも生存者はいなかった、又は「疾風」乗組員1名と「如月」乗組員3名が救助されたという。
12月18日、第四艦隊は各艦に魚雷・爆雷誘爆対策として、釣床を巻き付けて応急対策をするよう通達する。ウェーク島攻略戦は航空機の威力と、その協力が作戦に不可欠であることを明らかにした。
1942年（昭和17年）1月15日、駆逐艦「如月」は
睦月型駆逐艦、
第30駆逐隊、
帝国駆逐艦籍
のそれぞれから除籍された。

## 歴代艦長
※『艦長たちの軍艦史』250頁による。

### 艤装員長
1. 松田鹿三 中佐：1925年9月18日 - 1925年11月12日[50]

### 艦長
1. 松田鹿三 中佐：1925年11月12日[50] - 1926年12月1日
2. 有馬直 中佐：1926年12月1日 - 1927年12月1日
3. 加藤仁太郎 中佐：1927年12月1日 - 1928年12月10日
4. （兼）金桝義夫 少佐：1928年12月10日 - 1929年4月23日[51] （本職：睦月駆逐艦長）
5. （兼）小野寺丑蔵 少佐：1929年4月23日[51] - 1929年11月1日[52] （本職：睦月駆逐艦長）
6. 松永貞市 少佐：1929年11月1日 - 1930年12月1日
7. 井原美岐雄 少佐：1930年12月1日 - 1932年2月21日[53]
8. 阪匡身 少佐：1932年2月21日[53] - 1934年11月15日[54]
9. 前川新一郎 少佐：1934年11月15日[54] - 1935年10月31日[55]
10. 白濱政七 少佐：1935年10月31日 - 1936年12月1日
11. 山下鎭雄 少佐：1936年12月1日 - 1937年12月1日[56]
12. 小倉正身 少佐：1937年12月1日 - 1938年12月15日[57]
13. 太田良直治 少佐：1938年12月15日 - 1939年11月1日[58]
14. 前川二三郎 少佐：1939年11月1日 - 1940年11月15日[59]
15. 山上亀三雄 少佐：1940年11月15日 - 1941年10月1日[60]
16. 小川陽一郎 大尉/少佐：1941年10月1日 - 1941年12月11日 戦死、同日付任海軍中佐[61]